# 聖赫羅尼莫區 (安達韋拉斯省)
13°39′04″S 73°21′54″W / 13.65111°S 73.36500°W
聖赫羅尼莫區（西班牙語：Distrito de San Jerónimo），是秘魯的一個區，位於該國南部阿普里馬克大區的安達韋拉斯省，面積237.4平方公里，海拔高度2,944米，2005年人口17,220，人口密度每平方公里73人。